# Han Kulker
Johannes ("Han") Nicolaas Maria Kulker (* 15. srpna 1959) je bývalý nizozemský atlet, běžec na střední tratě, halový mistr Evropy v běhu na 1500 metrů.

## Sportovní kariéra
V roce 1986 vybojoval bronzovou medaili v běhu na 1500 metrů na halovém mistrovství Evropy a evropském šampionátu pod širým nebem. O rok později se stal halovým mistrem Evropy v této disciplíně a současně získal bronzovou medaili v běhu na 1500 metrů na halovém mistrovství světa. Na olympiádě v Soulu v roce 1988 doběhl ve finále běhu na 1500 metrů šestý. Posledním medailovým úspěchem na mezinárodních soutěžích bylo pro něj druhé místo v běhu na 1500 metrů na halovém mistrovství Evropy v roce 1989.